# Bryson (Teksas)
Bryson je grad u američkoj saveznoj državi Teksas. Prema popisu stanovništva iz 2010. u njemu je živjelo 539 stanovnika.